# La casa dalle finestre che ridono
La casa dalle finestre che ridono es una película de 1975 dirigida por Pupi Avati, encuadrada dentro del género giallo.

## Argumento
El filme narra los extraños sucesos que trascurren en la vida de un artista al que se le encomienda la restauración de un fresco en una pequeña iglesia, obra de un maníaco que acabó suicidándose. A medida que avanza la restauración del cuadro, comienzan a sucederse misteriosas muertes en el pueblo. Si bien no es reconocido como un "Giallo" cien por cien puro, es uno de los más amados por los seguidores del género. A pesar de las pocas muertes, la poca sangre derramada y las pocas muestras de violencia extrema a lo largo de la trama, esto no priva a la película de una atmósfera mistérica que se negará a revelarnos la identidad del asesino hasta llegado casi el final del metraje.

## Comentario
- Película no estrenada comercialmente en los cines de España.